# Consuetes mallorquines
Consuetes mallorquines, és el nom del manuscrit número 1139 de la Biblioteca de Catalunya, també conegut pel nom de Manuscrit Llabrés. És una recopilació d'obres teatrals religioses de tradició medieval, renaixentista i barroca. Les peces foren recollides per Miquel Pasqual, vicari de Búger (Mallorca), entre 1598 i 1599.
L'aplec està format per 49 obres, cinc de les quals són obres en castellà pròximes a les dates de la seva redacció, i la resta en català, moltes de tradició medieval, per la qual cosa constitueix una font imprescindible pel coneixement del teatre religiós medieval i del renaixement en català.
El manuscrit fou descobert per Gabriel Llabrés, l'any 1887 a una parròquia mallorquina. El 1930, la Biblioteca de Catalunyael va comprar. Tenia taques d'humitat i va ser restaurat.

## Relació d'obres en català[4]
- Cicle de l'Antic Testament:
  - Consueta del sacrifici de que Abram volia fer de son fill Isach.
  - Consueta de la història de Tobies.
  - Consueta del rey Asuero.
  - Repressentatió de Judith.
  - Consueta de Susanna, del quart diumenge de la quaresma.

- Cicle de Nadal:
  - Consueta de la nit de Nadal.
  - Consueta per le nit de Nadal.
  - Consueta de la nativitat de Jesús Christ.
  - Rapresentatió per a la nit de Nadal.
  - Consueta dels pastorells.
  - Consueta del[s] tres reys de Orient. (2 versions)

- Cicle de Pàsqua:
  - Consueta de la temtació, feta en l'any 1597.
  - Consueta de la representació de la tantatió que fonch feta a nostro senyor Christ, ara novament feta per lo reverend para fra Cardils, mestre en theolo[gia].
  - Consueta del Ditjous Sanct. (3 versions)
  - Representatió per lo Ditjous de cena.
  - Consueta del Divendres Sant. (4 versions)
  - Consueta del devallament.
  - Cobles del devallement de la Creu que·s fa cade any en la seu de Malorca.
  - Consueta de la resurectió de Jesuchrist, nostre senyor.
  - [Repre]sentatió del devallament de la creu. Traducció catalana de Del descendimiento de la Cruz de Joan Timoneda (incompleta).

- Cicle del Nou Testament:
  - Consueta del fill pròdich.
  - Consueta de Làtzer.
  - Consueta de Làtzer.
  - Consueta del fill pròdich.
  - Consueta de la samaritana.
  - Consueta del Juý.

- Cicle Hagiogràfic: 
  - Consueta de Josep.
  - Rapresentatió de la vida de sant Francesc.
  - Consueta del gloriós sant Jordi.
  - Consueta del gloriós sant Christòfol.
  - Consueta del martiri de sant Cristòfol.
  - Consueta de la conversió y vida de sant Matheu.
  - Consueta de sant Crespí y sant Crespinià, germans, fills d'un rey sarraý.
  - Representatió de la vida de sant Pera. (incompleta).
  - Representatió de la conversió del beneventurat sant Pau, treta en par de la sua història y lo demés per considirations.

- Altres:
  - Rapresentatió de la Mort.
  - Consueta molt saludable per nostras ànimas la qual conté los set sagraments de la Sglésia sancta.

## Relació d'obres en castellà[4]
- Consueta o obra del sanctíssimo nacimiento de nuestro señor Jesuchristo, llamada del peccador, compuesta por Bartolomé Aparicio, ynpresa en Sevilla.
- Doctor y batxeller.
- Obra llamada la pastorella, de Joan Timoneda.
- Aucto del nacimiento. Colloquio peregrino, elegantíssimo, con muchas preguntas de la sagrada Scriptura para la noche de Navidad. Compuesto y copilado por Juan Timoneda de muchos y diversos y cathólicos auctores.
- Del descendimiento de la cruz. de Joan Timoneda.